# Julien Clerc

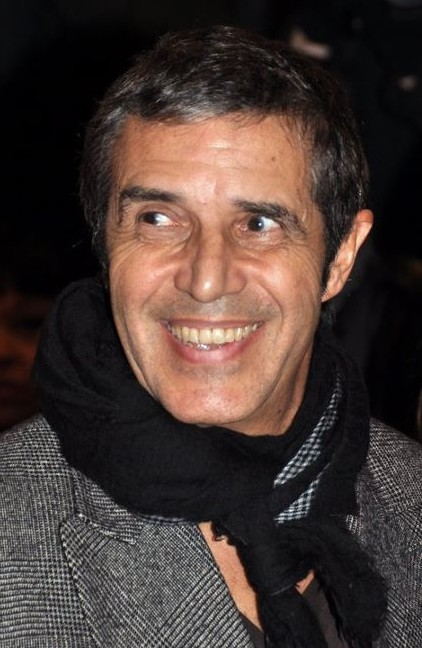
Julien Clerc, 2011

Paul-Alain Leclerc alias Julien Clerc (* 4. Oktober 1947 in Paris) ist ein französischer Chansonnier.

## Leben
Julien Clerc ist der Sohn von Paul Leclerc (1916–2003), einem hohen Beamten der UNESCO, und Évelyne Merlot (1926–1999). Er wurde im 19. Arrondissement von Paris geboren. Der Großvater mütterlicherseits, Alexandre Merlot, stammte von der französischen Antillen-Insel Guadeloupe. Später bekundete Clerc, er betrachte sich selbst als Antillaner wie die Vorfahren seiner Mutter; auch die Musik der Inseln habe ihn geprägt. Die Eltern ließen sich 1949 scheiden. Im Haus des Vaters lernte Clerc die klassische Musik kennen, die Mutter eröffnete ihm den Zugang zum französischen Chanson, insbesondere zu Georges Brassens und Edith Piaf. Ghislaine, die zweite Frau des Vaters, eine Cembalistin, führte Clerc an das Klavierspiel heran. Im Alter von sechs Jahren begann er Unterricht zu nehmen, mit 13 Jahren spielte er nach Gehör. Clercs Halbbruder war Gérard Leclerc (1951–2023), ein politischer Journalist des TV-Senders France 2. Clerc ging in Sceaux bei Paris zur Schule und schloss sie 1965 mit dem Baccalauréat (Abitur) ab. Anschließend nahm er ein Anglistikstudium an der Sorbonne auf, das er jedoch bald vernachlässigte und für die Musik aufgab.
Von 1969 bis 1974 führte Clerc eine Liebesbeziehung mit der Sängerin France Gall; später war er mit der Schauspielerin Miou-Miou liiert, mit der er zwei Töchter hat. Aus der folgenden Ehe mit Virginie Coupérie gingen ein Sohn und eine Tochter hervor. Die Ehe wurde geschieden. Clerc lebt heute mit seiner zweiten Ehefrau, der Journalistin und Drehbuchautorin Hélène Grémillon, und dem gemeinsamen Sohn in Paris.
2011 wurde er zum Komtur (commandeur) des Ordre des Arts et des Lettres ernannt. 2017 geriet er im Rahmen der Paradise Papers in den Verdacht steuerlicher Unregelmäßigkeiten.

## Künstlerischer Werdegang
Im Jahr 1967 begegnete Clerc in einem Café dem Songtexter und Anarchisten Étienne Roda-Gil (1941–2004, auch unter seinem katalanischen Geburtsnamen, Estèva Roda Gil, bekannt), der bis 1980 und erneut ab 1992 die Texte zu den meisten seiner Kompositionen schrieb. In einem Zeitungsartikel würdigte Ludovic Perrin in Roda Gils Todesjahr dessen Texte als von Nostalgie und militantem Hermetismus geprägt und auf ideale Weise angepasst an die leicht gepresste, hohe und immer wieder in Vibrati mündende Singweise des Sängers, der einen ausgeprägten Sinn für Melodik und klassische Harmonien in die Zusammenarbeit eingebracht habe.
Clercs Karriere begann 1968, als er zunächst mit Salvatore Adamo und Gilbert Bécaud auftrat. Durch die Unterstützung eines Cousins, der künstlerischer Leiter bei der Schallplattenfirma Pathé-Marconi war, erhielt er im selben Jahr die Möglichkeit, seine erste Single aufzunehmen, La cavalerie. Die von Roda Gil geschriebenen Verse riefen beim jugendlichen Publikum im Pariser Mai ein lebhaftes Echo hervor, Julien Clerc wurde rasch zu einem musikalischen Idol der jungen Generation und schlug ein neues Kapitel in der Geschichte des französischen Chansons auf. Die teils rätselhafte Poesie der Liedtexte, die komplexen musikalischen Arrangements und nicht zuletzt der zeitgemäße Hippie-Look des jungen Sängers mit den schwarzen langen Locken bestimmten maßgeblich seinen Erfolg. In der französischen Fassung des Pop-Musicals Hair spielte er in der Rolle des Claude Bukowski. Im Jahr 1970 hatte Clerc seinen ersten Soloauftritt in der Pariser Music Hall Olympia.

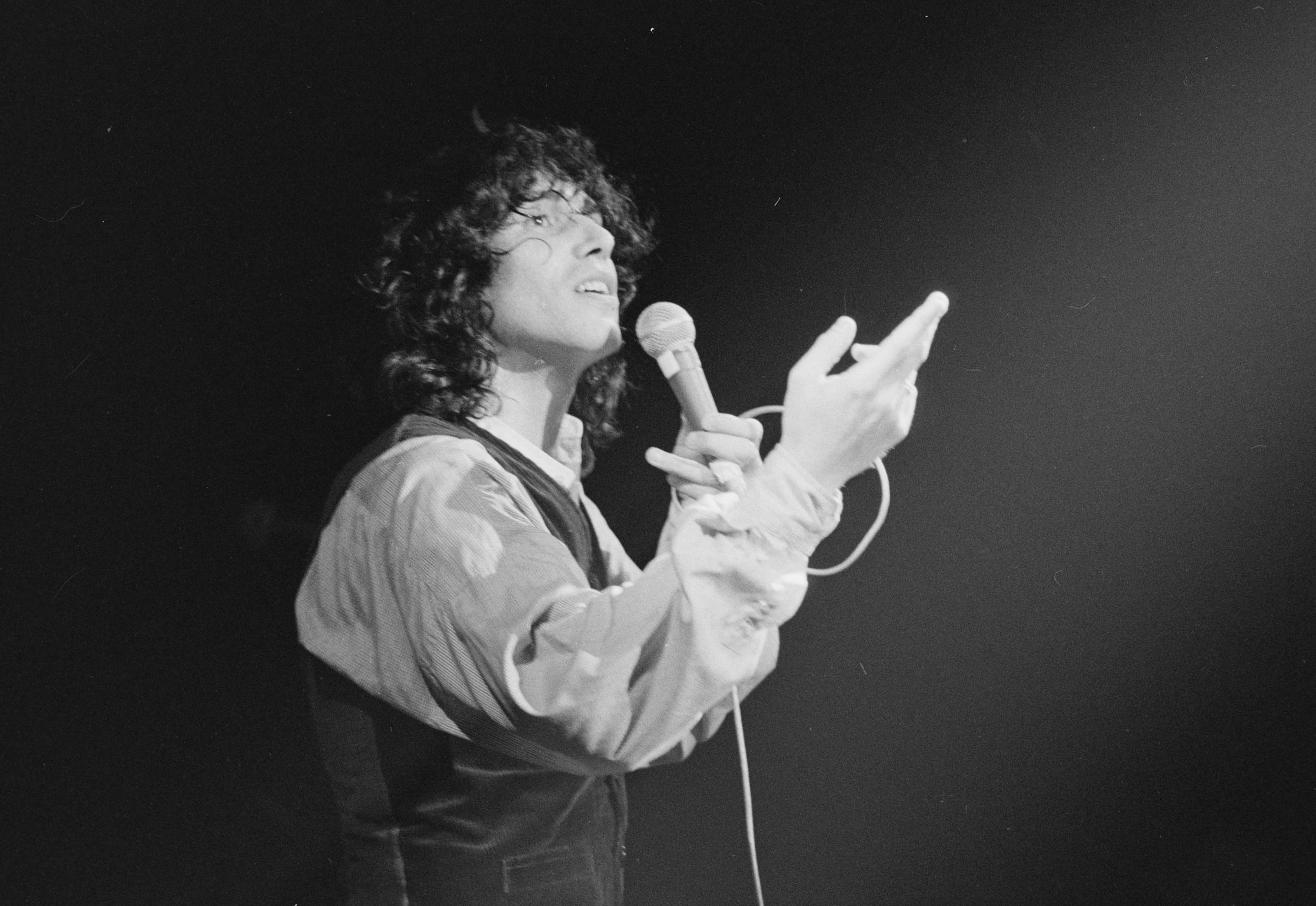
Julien Clerc in Amsterdam, 1976

Nach drei Langspielplatten, Yann et les dauphins (1968), Des jours entiers à t’aimer (1970) und Niagara (1971), erhielt er 1972 für sein nächstes Studioalbum, Liberté égalité ou la mort, erstmals eine Goldene Schallplatte. Jedes seiner ungefähr im Jahrestakt folgenden Alben in den 1970er Jahren wurde ebenso mit Gold ausgezeichnet. 1982 erreichte er mit Femmes indiscrétion et blasphème Platin-Niveau. Es folgten vier weitere Platin-Schallplatten bis 1992. In den 1980er Jahren experimentierte Clerc mit anderen Musikstilen, so zum Beispiel auf dem Album Cœur de rocker. Nach einer zeitweiligen Trennung von seinem bevorzugten Autor, Roda-Gil, kehrte er nach kurzer Zeit zu seinem früheren Chansonstil zurück. In vielen seiner Lieder begleitet sich Clerc auf dem Flügel. Für das Album Si j’étais elle (2000) schrieb Carla Bruni die Texte.

## Gesellschaftliches Engagement
Clerc ist Botschafter des guten Willens für Frankophonie beim Hohen Flüchtlingskommissar der Vereinten Nationen.
Er war 2012 Mitunterzeichner eines Aufrufs zugunsten der „Ehe für alle“ und des Adoptionsrechts homosexueller Paare.
Clerc tritt seit 1996 regelmäßig bei Les Enfoirés auf.
Trotz seiner Anfänge im Pariser Mai 1968 betrachtete sich Julien Clerc nie als politischen Künstler.
Als Sohn eines Gaullisten und Enkelsohn eines Kommunisten fand er die Studentenunruhen „sans grand intérêt. Ils m'indisposaient tous. Tous ceux de ma génération qui étaient trotskistes ou maoïstes sont aujourd'hui gaullistes, je me dis que j'avais de l'avance sur eux!“ („… uninteressant. Sie ärgerten mich alle. Alle aus meiner Generation, die Trotzkisten oder Maoisten waren, sind heute Gaullisten. Daher sage ich mir, dass ich meiner Zeit voraus war!“)

## Diskografie

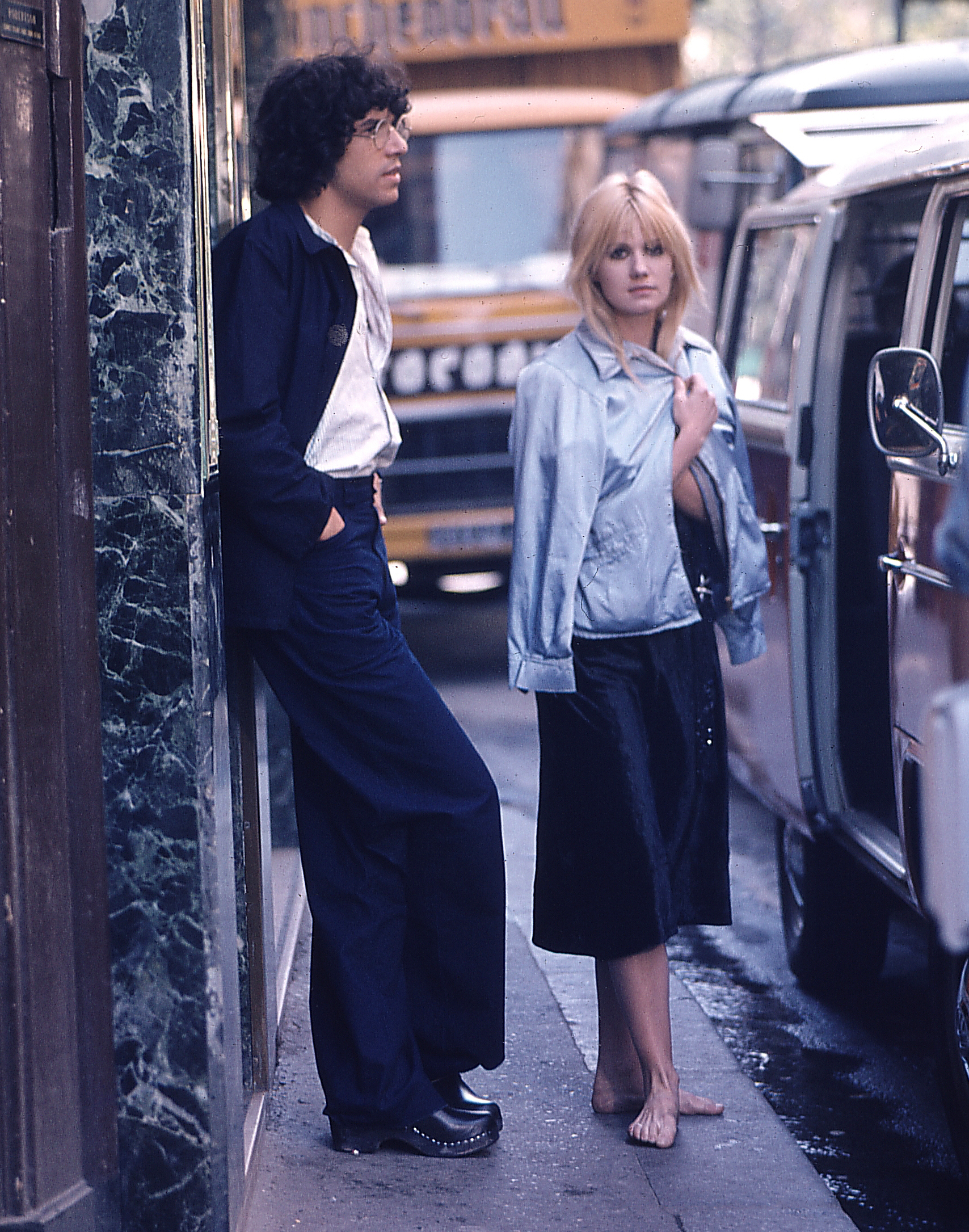
Julien Clerc mit Miou-Miou, 1975

### Studioalben
- 1968 Yann et les dauphins
- 1970 Des jours entiers à t’aimer
- 1971 Niagara
- 1972 Liberté égalité ou la mort (FR: Gold)
- 1973 Ça fait pleurer le bon dieu (FR: Gold)
- 1974 Terre de France (FR: Gold)
- 1975 N°7 (FR: Gold)
- 1976 À mon âge et à l’heure qu’il est (FR: Gold)
- 1978 Jaloux (FR: Gold)
- 1980 Clerc Julien (FR: Gold)
- 1980 Sans entracte (FR: Gold)
- 1982 Femmes indiscrétion et blasphème (FR: Platin)
- 1984 Aime-moi (FR: Platin)
- 1987 Les aventures à l’eau (FR: Platin)
- 1990 Fais-moi une place (FR: Platin)
- 1992 Utile (FR: Platin)

| Jahr | Titel                    | Höchstplatzierung, Gesamtwochen, AuszeichnungChartplatzierungen (Jahr, Titel, Platzierungen, Wochen, Auszeichnungen, Anmerkungen) | Höchstplatzierung, Gesamtwochen, AuszeichnungChartplatzierungen (Jahr, Titel, Platzierungen, Wochen, Auszeichnungen, Anmerkungen) | Höchstplatzierung, Gesamtwochen, AuszeichnungChartplatzierungen (Jahr, Titel, Platzierungen, Wochen, Auszeichnungen, Anmerkungen) | Anmerkungen                              |
| Jahr | Titel                    | FR | BEW | CH | Anmerkungen                              |
| ---- | ------------------------ | --- | --- | --- | ---------------------------------------- |
| 1997 | Julien                   | FR3 Platin · (61 Wo.)FR | BEW3 (32 Wo.)BEW | — | Erstveröffentlichung: 1. März 2017       |
| 2000 | Si j’étais elle          | FR1 Platin · (57 Wo.)FR | BEW7 Gold · (20 Wo.)BEW | CH50 (10 Wo.)CH | Erstveröffentlichung: 1. November 2000   |
| 2003 | Studio                   | FR4 Gold · (22 Wo.)FR | BEW2 (11 Wo.)BEW | CH42 (6 Wo.)CH | Erstveröffentlichung: 20. Mai 2003       |
| 2005 | Double enfance           | FR1 ×2Doppelplatin · (60 Wo.)FR                                                                                                   | BEW2 Gold · (52 Wo.)BEW | CH26 (6 Wo.)CH | Erstveröffentlichung: 3. Oktober 2005    |
| 2008 | Où s’en vont les avions? | FR1 ×3Dreifachplatin · (78 Wo.)FR                                                                                                 | BEW1 Gold · (45 Wo.)BEW | CH11 (8 Wo.)CH | Erstveröffentlichung: 16. September 2008 |
| 2011 | Fou, peut-être           | FR2 ×2Doppelplatin · (47 Wo.)FR                                                                                                   | BEW1 Gold · (48 Wo.)BEW | CH32 (4 Wo.)CH | Erstveröffentlichung: 7. November 2011   |
| 2014 | Partout la musique vient | FR1 Platin · (27 Wo.)FR | BEW2 (42 Wo.)BEW | CH34 (8 Wo.)CH | Erstveröffentlichung: 4. November 2014   |
| 2017 | À nos amours             | FR6 Platin · (36 Wo.)FR | BEW4 (74 Wo.)BEW | CH16 (5 Wo.)CH | Erstveröffentlichung: 20. Oktober 2017   |
| 2019 | Duos                     | FR14 Gold · (19 Wo.)FR | BEW6 (19 Wo.)BEW | CH14 (8 Wo.)CH | Erstveröffentlichung: 22. November 2019  |
| 2021 | Terrien                  | FR1 Gold · (27 Wo.)FR | BEW1 (26 Wo.)BEW | CH15 (8 Wo.)CH | Erstveröffentlichung: 12. Februar 2021   |
| 2021 | Les jours heureux        | FR34 (8 Wo.)FR | BEW19 (14 Wo.)BEW | CH40 (2 Wo.)CH | Erstveröffentlichung: 26. November 2021  |
| 2025 | Une vie                  | FR5 (… Wo.)FR | BEW3 (… Wo.)BEW | CH20 (2 Wo.)CH | Erstveröffentlichung: 23. Mai 2025       |

### Livealben
| Jahr | Titel                                                     | Höchstplatzierung, Gesamtwochen, AuszeichnungChartplatzierungen (Jahr, Titel, Platzierungen, Wochen, Auszeichnungen, Anmerkungen) | Höchstplatzierung, Gesamtwochen, AuszeichnungChartplatzierungen (Jahr, Titel, Platzierungen, Wochen, Auszeichnungen, Anmerkungen) | Höchstplatzierung, Gesamtwochen, AuszeichnungChartplatzierungen (Jahr, Titel, Platzierungen, Wochen, Auszeichnungen, Anmerkungen) | Anmerkungen |
| Jahr | Titel                                                     | FR | BEW | CH | Anmerkungen |
| ---- | --------------------------------------------------------- | --- | --- | --- | --- |
| 1997 | Le 4 octobre                                              | FR33 Gold · (10 Wo.)FR | BEW41 (2 Wo.)BEW | — | Erstveröffentlichung: 9. Dezember 1997 Konzert zum 30-jährigen Jubiläum seiner Musikerkarriere im Palais des Sports |
| 2002 | Déménage – Acoustique & Électrique                        | FR13 Gold · (20 Wo.)FR | BEW11 (9 Wo.)BEW | — | |
| 2009 | Tour 09                                                   | FR50 (27 Wo.)FR | BEW43 (11 Wo.)BEW | — | |
| 2012 | Symphonique: à l’Opéra National de Paris – Palais Garnier | FR24 (8 Wo.)FR | BEW23 (24 Wo.)BEW | — | Erstveröffentlichung: 26. November 2012                                                                             |

Weitere Livealben
- 1970: Olympia 70
- 1973: Julien Clerc avec vous
- 1977: Enregistrement public au Palais des Sports
- 1981: Vendredi 13
- 1983: Pantin 1983 (FR: Gold)
- 1988: Pour les fous d’hier et d’aujourd’hui
- 1991: Amours secrètes...passions publiques (FR: ×2Doppelgold )
- 1994: Olympia intégral 94 (FR: Gold)
- 2016: Tournée 2015

### Kompilationen
| Jahr | Titel                    | Höchstplatzierung, Gesamtwochen, AuszeichnungChartplatzierungen (Jahr, Titel, Platzierungen, Wochen, Auszeichnungen, Anmerkungen) | Höchstplatzierung, Gesamtwochen, AuszeichnungChartplatzierungen (Jahr, Titel, Platzierungen, Wochen, Auszeichnungen, Anmerkungen) | Höchstplatzierung, Gesamtwochen, AuszeichnungChartplatzierungen (Jahr, Titel, Platzierungen, Wochen, Auszeichnungen, Anmerkungen) | Anmerkungen                             |
| Jahr | Titel                    | FR | BEW | CH | Anmerkungen                             |
| ---- | ------------------------ | --- | --- | --- | --------------------------------------- |
| 1998 | Si on chantait 1968–1997 | FR— ×2DoppelgoldFR | BEW25 (28 Wo.)BEW | — | Erstveröffentlichung: 30. März 1998     |
| 2004 | Platinum Collection      | — | BEW7 (19 Wo.)BEW | — |                                         |
| 2006 | 100 chansons             | — | BEW56 (4 Wo.)BEW | — | Erstveröffentlichung: 4. Dezember 2006  |
| 2009 | Live 74, 77, 81 & 09     | FR77 (4 Wo.)FR | — | — |                                         |
| 2009 | Best Of – 3CD            | — | BEW63 (32 Wo.)BEW | — |                                         |
| 2016 | Fans, je vous aime       | FR21 Platin · (20 Wo.)FR | BEW6 (50 Wo.)BEW | — | Erstveröffentlichung: 18. November 2016 |
| 2018 | Anthologie               | — | BEW59 (5 Wo.)BEW | — |                                         |

Weitere Kompilationen
- 1977: Julien Clerc (FR: Gold)
- 1979: 36 Front populaire (comédie musicale)
- 1990: Pierre et le Loup de Prokofiev (voix off)
- 1994: Ce n'est rien 1968 / 1990 (FR: Platin)
- 1998: Intégrale 68-98
- 1999: Aimer (ses plus belles chanson d’amour) + Danser + Partir
- 2000: Préférences (FR: ×2Doppelgold )

### Singles
| Jahr | Titel Album                                                | Höchstplatzierung, Gesamtwochen, AuszeichnungChartplatzierungen (Jahr, Titel, Album, Platzierungen, Wochen, Auszeichnungen, Anmerkungen) | Höchstplatzierung, Gesamtwochen, AuszeichnungChartplatzierungen (Jahr, Titel, Album, Platzierungen, Wochen, Auszeichnungen, Anmerkungen) | Anmerkungen                                                                  |
| Jahr | Titel Album                                                | FR | BEW | Anmerkungen                                                                  |
| ---- | ---------------------------------------------------------- | --- | --- | ---------------------------------------------------------------------------- |
| 1978 | Ma préférence Jaloux                                       | FR170 (1 Wo.)FR | — | Charteinstieg in FR erst 2014                                                |
| 1984 | La fille aux bas nylon Aime-moi                            | FR18 (12 Wo.)FR | — |                                                                              |
| 1985 | Mélissa Aime-moi                                           | FR2 Silber · (27 Wo.)FR | — |                                                                              |
| 1987 | Hélène Les aventures à l’eau                               | FR11 (19 Wo.)FR | — |                                                                              |
| 1990 | Fais-moi une place                                         | FR8 (14 Wo.)FR | — |                                                                              |
| 1992 | Utile                                                      | FR112 (2 Wo.)FR | — | Charteinstieg in FR erst 2016                                                |
| 1994 | La belle est arrivée Utile                                 | FR42 (1 Wo.)FR | — |                                                                              |
| 1997 | Assez... assez Julien                                      | FR42 (3 Wo.)FR | — |                                                                              |
| 1998 | Le phare des vagabondes Julien                             | FR38 (11 Wo.)FR | — |                                                                              |
| 2001 | On serait seuls au monde / Si j’étais elle Si j’étais elle | FR60 (8 Wo.)FR | — |                                                                              |
| 2001 | Quelques mots en ton nom Si j’étais elle                   | FR35 (14 Wo.)FR | — | mit Assia                                                                    |
| 2003 | L’envie d’aimer –                                          | FR114 (1 Wo.)FR | — | mit Patrick Fiori, Catherine Lara & Liane Foly Charteinstieg in FR erst 2012 |
| 2005 | Double enfance                                             | FR35 (16 Wo.)FR | — |                                                                              |
| 2006 | Quel jeu elle joue Double enfance                          | FR41 (13 Wo.)FR | — |                                                                              |
| 2008 | La jupe en laine Où s’en vont les avions?                  | — | BEW20 (10 Wo.)BEW |                                                                              |
| 2011 | Hôtel des Caravelles Fou, peut-être                        | FR98 (1 Wo.)FR | BEW41 (3 Wo.)BEW | Erstveröffentlichung: 19. September 2011                                     |
| 2014 | On ne se méfie jamais assez Partout la musique vient       | FR88 (2 Wo.)FR | — | Erstveröffentlichung: 12. September 2014                                     |

grau schraffiert: keine Chartdaten aus diesem Jahr verfügbar

## Auszeichnungen

### Ehrungen
- 1991: Victoires de la Musique für Fais-moi une place
- 2005: Grand prix der SACEM
- 2011: Ordre des Arts et des Lettres (Commandeur, Komtur)

### Auszeichnungen für Musikverkäufe
| Platin-Schallplatte - Frankreich - 2006: für das Videoalbum Julien Demenage - 2012: für das Videoalbum Symphonique |

Anmerkung: Auszeichnungen in Ländern aus den Charttabellen bzw. Chartboxen sind in ebendiesen zu finden.
| Land/RegionAuszeichnungen für Musikverkäufe (Land/Region, Auszeichnungen, Verkäufe, Quellen) | Silber  | Gold       | Platin       | Verkäufe  | Quellen                     |
| -------------------------------------------------------------------------------------------- | ------- | ---------- | ------------ | --------- | --------------------------- |
| Belgien (BRMA)                                                                               | —       | 4× Gold4   | —            | 90.000    | ultratop.be                 |
| Frankreich (SNEP)                                                                            | Silber1 | 22× Gold22 | 20× Platin20 | 8.585.000 | infodisc.fr snepmusique.com |
| Insgesamt                                                                                    | Silber1 | 26× Gold26 | 20× Platin20 |           |                             |

## Bücher (Auswahl)
- Bertrand Tessier: Julien Clerc – À mon âge et à l'heure qu'il est (In meinem Alter und in dieser Zeit), Édition Albin Michel 2005, ISBN 978-2-226-15207-7
- Alain-Guy Aknin, Stéphane Loisy: Julien Clerc: Le Roman du patineur (Der Roman des Eisläufers), Romart 2014, ISBN 979-1-09-048529-7

## Belege
1. ↑  Voici: Julien Clerc. Abgerufen am 15. Februar 2022 (französisch).
2. ↑  Ministère de la culture: Nomination ou promotion dans l'ordre des Arts et des Lettres janvier 2012 (Archivlink). Abgerufen am 15. Februar 2022 (französisch).
3. ↑  Sudouest.fr: „Paradise Papers“ : au tour du designer Starck, Julien Clerc, Arthur et Xavier Niel. Abgerufen am 15. Februar 2022 (französisch).
4. ↑  https://www.liberation.fr/culture/2004/06/02/si-on-chantait_481522/, abgerufen am 24. Juli 2022.
5. ↑  https://paroles2chansons.lemonde.fr/paroles-julien-clerc/paroles-la-cavalerie.html, abgerufen am 24. Juli 2022.
6. 1 2  Rfi musique: Passeport artist. Abgerufen am 15. Februar 2022 (französisch).
7. ↑  Dominique Delpiroux: Ladepeche.fr: Julien Clerc, la pudeur et l'engagement. Abgerufen am 15. Februar 2022 (französisch).
8. ↑  Charles Decant: Pureback Charts: Emmanuel Moire, Jenifer, Julien Clerc, Mika, Lorie : les artistes s'engagent pour le mariage pour tous. Abgerufen am 15. Februar 2022 (französisch).
9. ↑  Benjamin Locoge: Julien Clerc, les mélodies de sa vie, in: Paris Match, Ausgabe 26. Oktober 2017, S. 9–12.
10. 1 2 3 4  Chartquellen: FR BEW CH

| Personendaten    | Personendaten                          |
| ---------------- | -------------------------------------- |
| NAME             | Clerc, Julien                          |
| ALTERNATIVNAMEN  | Leclerc, Paul-Alain (wirklicher Name)  |
| KURZBESCHREIBUNG | französischer Sänger und Songschreiber |
| GEBURTSDATUM     | 4. Oktober 1947                        |
| GEBURTSORT       | Paris                                  |